# ماجراجویی‌های جدید بتمن
ماجراهای بتمن و رابین یا ماجراجویی‌های جدید بتمن (به انگلیسی The New of Batman Adventures) یک برنامه تلویزیونی پویانمایی ابرقهرمانی آمریکایی است که براساس شخصیت ابرقهرمان بتمن از شرکت دی‌سی کامیکس ساخته شده‌است. این مجموعه توسط بروس تیم، پال دینی و میچ برایان توسعه یافته و به‌وسیلهٔ وارنر برادرز انیمیشن تهیه شده‌است و نخستین بار از ۱۳ سپتامبر ۱۹۹۷ تا ۱۶ ژانویه ۱۹۹۹ به تعداد ۲۴ قسمت از شبکه فاکس کیدز پخش شد.